# ミラン・クンデラ
ミラン・クンデラ（Milan Kundera [ˈmɪlan ˈkundɛra] ( 音声ファイル)、1929年4月1日 - 2023年7月11日）は、チェコスロバキア生まれのフランスの作家。

## 生い立ち
1929年4月1日、モラヴィアのブルノ生まれ。父親のルドヴィーク（fr）は著名なピアニストで、レオシュ・ヤナーチェクに師事し、後にヤナーチェク音楽院院長を務めた経歴をもつ。そのためクンデラ自身も幼少時から音楽教育を受け、小説の文体や構成に音楽的素養が反映されている。プラハの音楽芸術大学 (AMU) 卒業。
1963年、短編集『微笑を誘う愛の物語』を発表し、本格的な創作活動に入る。
1967年、共産党体制下の閉塞した生活を描いた長編小説『冗談』を発表、チェコスロバキアを代表する作家となり、当時進行していた非スターリン化の中で言論・表現の自由を求めるなど、政治にも積極的にかかわるようになった。
1968年、「プラハの春」では、改革への支持を表明したことによって、ワルシャワ条約機構軍による軍事介入の後、チェコスロバキアにおいて次第に創作活動の場を失い、著作は発禁処分となった。
1975年、レンヌ第二大学の客員教授に招聘されたためフランスに出国。
1979年、チェコスロバキア国籍を剥奪された。
1981年、フランス市民権を取得（動画）。このころから、母語のチェコ語ではなくフランス語で執筆活動を行う。
1984年、『存在の耐えられない軽さ』を発表、世界的なベストセラーになり、フィリップ・カウフマンによって映画化もされた。
小説執筆の他に、文学評論を手がけており、小説を「世界を相対的に捉えようとする、ヨーロッパが独自に生み出した芸術の形式」だと考え、セルバンテスをその最大の先駆者に位置づけている。また現代世界の運命と現実を捉えた小説家としてカフカ、ムージル、ヘルマン・ブロッホ、ハシェクらを高く評価し、中央ヨーロッパに現れたこれら作家たちの系譜を継ぐものとして自ら作家活動を行っている。
1989年、祖国チェコがビロード革命によって民主化して以降、クンデラも1990年代に何度か帰国したが公の場に姿を見せることはなく、国籍も復活されないままの状態が続いた。
2018年11月10日、アンドレイ・バビシュ首相がクンデラの国籍復活を提案。
2019年12月3日、チェコ外務省はクンデラのチェコ国籍回復を発表した。同省報道官などによると、11月28日にパリのクンデラに宛てて駐仏チェコ大使から関係書類が届けられ、クンデラと妻はこれを受理したという。
2023年7月11日、パリで死去。94歳没。

## 秘密警察への協力疑惑
上述の通り、クンデラは共産党の一党独裁に抵抗した作家として認知されている。
しかし2008年10月、1950年に西ドイツに亡命し、諜報組織に加わった元チェコスロバキア空軍パイロットが、スパイとしてプラハに潜入した際、彼の立ち寄り先を知人から聞かされたクンデラは、チェコスロバキア秘密警察に密告、その結果元パイロットは逮捕されたとする記録が明らかになった。これは、政府系の歴史研究所「チェコ全体主義体制研究所」が発見したもので、地元の週刊誌『レスペクト』によって報じられ、文書のコピーも掲載された。元パイロットは逮捕後、裁判で懲役22年と1万コルナの罰金、財産の没収、市民権の剥奪の判決を受け、14年間強制労働の刑に服し、その中でウラン鉱山での労働に従事させられた時期もあったという。
クンデラはこの件について「作り話」と全面否定した。警察の記録にも、クンデラの名前が記されているが、署名やIDカードの記載などはなく、秘密警察による文書の偽造・捏造の例があることから、真偽は定かではないが、彼の作品には裏切りの物語が多く、特に『冗談』では、主人公が友人の密告によって大学を追放され、鉱山送りにされる旨が描かれるなど、類似点が多いため、これらは実体験に基づいて書かれた作品なのではないかという臆測も飛び交っている。

## 著作の日本語訳

### 小説
- 『冗談』1967年（関根日出男訳・みすず書房 1970年／新版・中村猛共訳 2002年、改訂決定版・西永良成訳・岩波文庫 2014年）
- 『生は彼方に』1973年（西永良成訳・早川書房 1978年、改訳版1995年／ハヤカワepi文庫 2001年）
- 『別れのワルツ』1976年・1973年執筆（西永良成訳・集英社 1993年／集英社文庫 2013年）
- 『笑いと忘却の書』1978年（西永良成訳・集英社 1992年／集英社文庫 2013年）、連作短編集
- 『存在の耐えられない軽さ』1984年（千野栄一訳・集英社「世界の文学12」 1989年／集英社 1993年／集英社文庫 1998年、改訂決定版・西永良成訳・河出書房新社「池澤夏樹=個人編集 世界文学全集Ⅰ-03」 2008年）
- 『微笑を誘う愛の物語』1986年・1959~63年執筆（千野栄一・西永良成・沼野充義共訳（集英社 1992年）、短編集
  - 『可笑しい愛』（集英社文庫 2003年）。西永訳（改訳版）
- 『不滅』1990年（菅野昭正訳・集英社 1992年／集英社文庫 1999年）
- 『緩やかさ』1995年（西永良成訳・集英社 1995年／集英社文庫 2024年6月）
- 『ほんとうの私』1998年（西永良成訳・集英社 1997年／集英社文庫 2024年7月）
- 『無知』2000年（西永良成訳・集英社 2001年）
- 『無意味の祝祭』2013年（西永良成訳・河出書房新社 2015年）

### 評論
- 『小説の精神』金井裕・浅野敏夫訳（法政大学出版局 叢書・ウニベルシタス 1990年）
- 『裏切られた遺言』西永良成[10]訳（集英社 1994年）
- 『カーテン〜7部構成の小説論』西永訳（集英社 2005年）
- 『出会い』西永訳（河出書房新社 2012年）
  - 『邂逅　クンデラ文学・芸術論集』（河出文庫 2020年）、改訂版
- 『小説の技法』西永訳（岩波文庫 2016年）、改訂版
- 『誘拐された西欧、あるいは中欧の悲劇』阿部賢一訳（集英社新書 2025年）

### 戯曲
- 『鍵の所有者』 村井志摩子訳『現代世界演劇8』白水社、1971年
- 『ジャックとその主人』 近藤真理訳（みすず書房 1996年）

### 記事
- ミラン・クンデラ、フィリップ・ロス、青山南 訳「絶滅とパージの恐怖の下で笑う」『すばる』第5巻第7号、集英社、1983年7月、73-79頁。
- 『ユリイカ　特集 ミラン・クンデラ』1991年2月号、青土社 -「誘拐された西欧　あるいは中央ヨーロッパの悲劇」「消え去る詩、プラハ」訳
- ミラン・クンデラ、西永良成 訳「霧のなかの道」『すばる』第16巻第2号、集英社、1994年2月、156-185頁。
- ミラン・クンデラ、トマーシュ・セドラーチェク「対談 にわかに信じ難い運命　トマーシュ・セドラーチェクとの対話」『アステイオン』第86号、CCCメディアハウス、2017年、228-247頁。

## 受賞歴
- 1973年 メディシス賞外国小説部門
- 1985年 エルサレム賞
- 1987年 オーストリア国家賞、ネリー・ザックス賞
- 1992年 ヴィレニツァ国際文学賞
- 1993年 今日賞
- 2001年 アカデミー・フランセーズ文学大賞
- 2009年 チーノ・デル・ドゥーカ世界賞
- 2020年 フランツ・カフカ賞